# Национальные волости СССР
Национальные волости — тип административно-территориальных единиц СССР, существовавший во второй половине 1920-х годов. Национальные волости создавались на территориях с преобладанием нетитульного населения (что наследовало фактическую практику царского правительства формировать волости по национальному признаку). В ходе административной реформы конца 1920-х годов национальные волости были упразднены.
Список неполный

## Мордовские
| Название              | Центр      | Годы существования | Местонахождение                         |
| --------------------- | ---------- | ------------------ | --------------------------------------- |
| Козловская            | Козловка   | 1927—1928          | Ульяновская губерния, Ардатовский уезд  |
| Атяшевская            | Атяшево    | 1927—1928          | Ульяновская губерния, Ардатовский уезд  |
| Дубёнско-Поводимоская | Дубёнки    | 1927—1928          | Ульяновская губерния, Ардатовский уезд  |
| Чамзинская            | Чамзинка   | 1927—1928          | Ульяновская губерния, Ардатовский уезд  |
| Ардатовская           | Ардатов    | 1927—1928          | Ульяновская губерния, Ардатовский уезд  |
| Ачадовская            | Ачадово    | 1925—1928          | Пензенская губерния, Спасский уезд      |
| Первая Торбеевская    | Торбеево   | 1925—1928          | Пензенская губерния, Спасский уезд      |
| Вторая Торбеевская    | Салазгорь  | 1925—1928          | Пензенская губерния, Спасский уезд      |
| Пичкиряевская         | Пичкиряево | 1925—1928          | Пензенская губерния, Спасский уезд      |
| Теньгушевская         | Теньгушево | 1925—1928          | Пензенская губерния, Спасский уезд      |
| Темниковская          | Темников   | 1925—1928          | Пензенская губерния, Спасский уезд      |
| Коровинская           | Коровино   | 1926—1928          | Самарская губерния, Бугурусланский уезд |
| Полудневская          | Полудни    | 1926—1928          | Самарская губерния, Бугурусланский уезд |

## Немецкие
| Название                | Центр                  | Годы существования | Местонахождение                      |
| ----------------------- | ---------------------- | ------------------ | ------------------------------------ |
| Люксембургская          | ?                      | 1926—1928          | Самарская губерния, Бузулукский уезд |
| Больше-Константиновская | Большая Константиновка | 1926—1928          | Самарская губерния, Мелекесский уезд |

## Татарские
| Название        | Центр        | Годы существования | Местонахождение                         |
| --------------- | ------------ | ------------------ | --------------------------------------- |
| Байтугановская  | ?            | 1926—1928          | Самарская губерния, Бугурусланский уезд |
| Султангуловская | Султангулово | 1926—1928          | Самарская губерния, Бугурусланский уезд |
| Тюгенбугенская  | ?            | 1926—1928          | Самарская губерния, Мелекесский уезд    |

## Чувашские
| Название      | Центр             | Годы существования | Местонахождение                         |
| ------------- | ----------------- | ------------------ | --------------------------------------- |
| Богдашкинская | Богдашкино        | 1927—1928          | Ульяновская губерния, Ульяновский уезд  |
| Аверкинская   | Аверкино          | 1926—1928          | Самарская губерния, Бугурусланский уезд |
| Кротковская   | Кротково          | 1926—1928          | Самарская губерния, Бугурусланский уезд |
| Микушкинская  | Большое Микушкино | 1926—1928          | Самарская губерния, Бугурусланский уезд |
| Сиделькинская | Сиделькино        | 1926—1928          | Самарская губерния, Мелекесский уезд    |

## Кочевые волости Казахской АССР
С введением волостного деления царским правительством в Казахстане, были созданы киргизские (т.е. казахские) волости. Земли казачьих войск были разделены на станицы. Столыпинские переселенческие участки образовывали новые отдельные переселенческие волости. 
В Казахской АССР это разделение сохранилось: казахские волости стали называться кочевыми, а прочие, т.е. оседлые, волости были русскими и украинскими (были образованы из переселенческих волостей и станиц). Это разделение было унаследовано при районировании, в 1928 г. волости были объединены в кочевые районы.